# Rivière Manitou (Minnesota)
Pour les articles homonymes, voir Missisquoi.
La rivière Manitou est un affluent du lac Supérieur, coulant sur 38,6 km

## Géographie
La rivière Manitou se déverse sur la rive nord-ouest du lac Supérieur, à environ 4,8 kmau nord-est de Little Marais. Elle coule vers le sud-est à travers la Forêt nationale supérieure, la Forêt d'État de Finlande et le Parc d'État George H. Crosby Manitou dans Comté de Lake.
Le bassin versant de la rivière Caribou est adjacent à l'est, tandis qu'à l'ouest se trouve la rivière Baptism. La rivière Isabella, qui fait partie du bassin versant de la baie d'Hudson, se trouve au nord à travers la division des Laurentides.
Le sentier de randonnée supérieur traverse la rivière Manitou dans le parc national George H. Crosby Manitou.
La rivière Manitou contient les espaces suivantes : truite arc-en-ciel et omble de fontaine.